# Liste der Orte in der kreisfreien Stadt Schwabach
Die Liste der Orte in der kreisfreien Stadt Schwabach listet die 15 amtlich benannten Gemeindeteile (Hauptorte, Kirchdörfer, Pfarrdörfer, Dörfer, Weiler und Einöden) in der kreisfreien Stadt Schwabach auf.

## Systematische Liste
- Die kreisfreie Stadt Schwabach mit dem Hauptort Schwabach; die Pfarrdörfer Dietersdorf, Limbach, Unterreichenbach, Wolkersdorf; das Kirchdorf Penzendorf; die Siedlung Forsthof; die Dörfer Nasbach, Oberbaimbach, Obermainbach, Schaftnach, Schwarzach bei Schwabach, Uigenau; die Weiler Raubershof, Unterbaimbach.

## Alphabetische Liste
- Dietersdorf
- Forsthof
- Limbach
- Nasbach
- Oberbaimbach
- Obermainbach
- Penzendorf
- Raubershof
- Schaftnach
- Schwabach
- Schwarzach bei Schwabach
- Uigenau
- Unterbaimbach
- Unterreichenbach
- Wolkersdorf